# Fabio Rovazzi
Fabio Rovazzi (né Fabio Piccolrovazzi le 18 janvier 1994 à Milan) est un rappeur, Youtubeur, acteur (notamment pour Disney) et musicien italien. Il est connu en Italie pour son single Andiamo a comandare et en Europe pour la chanson Tutto molto interessante, en tête des classements. Il est également producteur,

## Filmographie
- Il vegetale de Gennaro Nunziante  (2018)

## Discographie

### Singles
| Année | Titre                             | Classement | Certification      |
| Année | Titre                             | ITA (it)   | Certification      |
| ----- | --------------------------------- | ---------- | ------------------ |
| 2016  | Andiamo a comandare (it)          | 1          | - ITA: Platino (5) |
| 2016  | Tutto molto interessante (it)     | 1          | - ITA: Platino (3) |
| 2017  | Volare (it) (avec Gianni Morandi) | 2          | - ITA: Platino (3) |
| 2018  | Faccio quello che voglio (it)     | 4          | - ITA: Platino     |

### Albums
- 2018 : Rovazzi & Friends